# Digimon Adventure: La última evolución Kizuna
Digimon Adventure: La Última Evolución Kizuna (デ ジ モ ン ア ド ベ ン チ ャ ー LAST EVOLUTION 絆 Dejimon Adobenchā LAST EVOLUTION Kizuna?) es una película de anime japonesa perteneciente al género de aventuras del año 2020 producida por Toei Animation y animada por Yumeta Company. La película se estrenó en los cines japoneses el 21 de febrero de 2020. Ambientada en la misma continuidad de las dos primeras series de anime de televisión, sirve como el final de la serie de la historia original de Digimon Adventure. 
El 28 de mayo de 2018, el director original de Digimon Adventure y Digimon Adventure 02, Hiroyuki Kakudo, reveló que había dejado el personal de Digimon Adventure: La Última Evolución Kizuna después de que se aprobara algo que, según él, era incompatible con lo que había establecido la serie anterior. El 20 de septiembre de 2020, el productor Yosuke Kinoshita declaró que Digimon Adventure: La Última Evolución Kizuna está en la misma continuidad con Digimon Adventure, Digimon Adventure 02, Digimon Adventure 02: Digimon Hurricane Landing!!/Transcendent Evolution!! The Golden Digimentals, y Digimon Adventure tri.. Esto incluye el final del episodio final de 02, ambientado en el año 2028, donde los Digielegidos son adultos.
Originalmente programado para tener un lanzamiento limitado en los EE. UU. Por Fathom Events, el evento fue cancelado debido a la pandemia de COVID-19 y su impacto en los cines. La película se estrenó en los EE. UU. en formatos de medios domésticos en octubre y recibió críticas extremadamente positivas. Los críticos consideraron que la película era una conclusión satisfactoria del arco de aventuras de Digimon y elogiaron la historia, la actuación de voz, la animación y los temas maduros. Muchos consideraron que la película estaba a la par con los trabajos anteriores de Mamoru Hosoda sobre Digimon y la compararon favorablemente con Toy Story 3.

## Argumento
Cinco años después de los eventos de Digimon Adventure tri., Tai y los otros elegidos se acercan a la edad adulta; sin embargo, Tai y Matt siguen indecisos sobre sus objetivos futuros. Los Elegidos luego se encuentran con Menoa Bellucci, profesora de la Universidad de Columbia en la ciudad de Nueva York, y Kyotaro Imura, su guardaespaldas. Menoa afirma que el digimon Eosmon está buscando a Elegidos en todo el mundo robándoles a ellos y a sus camaradas Digimon su conciencia. Con la ayuda de Menoa, Tai, Matt, Izzy, TK y sus Digimon luchan contra Eosmon en el Internet.
Cuando Tai y Matt fusionan sus Digimon en Omnimon, su forma se desmorona, lo que permite que Eosmon escape. En el mundo real, Tai y Matt encuentran anillos de cuenta regresiva en sus Digivices. Menoa explica que los Digivices funcionan con el potencial infinito de los niños, y debido a que Tai y Matt están creciendo con todo su potencial, tienen un límite de tiempo antes de separarse de sus Digimon para siempre. También les advierte que Digivolving acelerará la cuenta regresiva. Mientras Izzy examina las gemas de Eosmon, Matt sospecha que Imura está involucrado con Eosmon y les pide a Davis, Yolei, Cody y Ken que investiguen el trabajo de Menoa en Nueva York. Mientras tanto, Gennai visita a Tai y Agumon, corroborando la declaración de Menoa.
Después de que Eosmon deja a Mimi inconsciente, Matt le da a Tai e Izzy teléfonos móviles prepagos por sospecha de que están siendo rastreados y también les muestra un artículo de noticias que revela que Menoa solía tener un socio Digimon. Mientras Matt continúa investigando a Imura, se entera por el grupo de Davis que la identidad de Imura es falsa y que los datos de Eosmon se encontraron en su disco duro, deduciendo que él es el culpable. Izzy recibe un enlace a un video en vivo de T.K. y Kari retenidos como rehenes, lo que llevó a Tai y Matt a rescatarlos, mientras que Joe desaparece. Para cuando llegan, T.K. y Kari ya están inconscientes de Eosmon. En el camino, Matt se enfrenta a Imura, quien revela que es un agente del FBI que investiga a Menoa, y se da cuenta de que Menoa orquestó los secuestros y Eosmon como una distracción para apuntar a Izzy para la lista de Elegidos. Al darse cuenta de esto también, Izzy le envía un mensaje de texto a Tai con las coordenadas de la ubicación de Menoa en el mundo digital, antes de que lo deje inconsciente.
En el mundo digital, Menoa confirma que perdió a su compañero Digimon, Morphomon, prematuramente al crecer, y descubrió el digi-huevo de Eosmon durante la reciente aurora. Para evitar que los otros Elegidos sufran pérdidas, ella capturó su conciencia para permitirles estar con sus compañeros Digimon cuando eran niños para siempre. Menoa envía un enjambre de clones de Eosmon al mundo real para secuestrar a más Elegidos, lo que desencadena batallas en todo el mundo. Tai, Matt y sus Digimon deciden detener a Menoa incluso si eso acelera su separación, y Agumon y Gabumon DNA Digievolucionan en Omnimon para luchar contra ella y los clones de Eosmon. Después de que Menoa se biofusiona con Eosmon, Eosmon corta a Omnimon en pedazos, lo que hace que se divida nuevamente. Tai y Matt son asaltados por Elegidos y sus compañeros Digimon, pero Tai agarra el silbato de Kari y lo sopla, despertándolos y devolviéndolos a la normalidad. Mientras los Elegidos y sus socios Digimon se unen a la batalla, Tai, Matt y sus Digimon hacen una Digievolución final, formando Agumon (Bond of Courage) y Gabumon (Bond of Friendship). Los dos Digimon derrotan a Eosmon, y Menoa encuentra un cierre con Morphomon.
Después de la batalla, Imura arresta a Menoa. Tai y Matt pasan el tiempo restante con Agumon y Gabumon respectivamente, hasta que desaparecen y sus Digivices se convierten en piedra. La próxima primavera, Tai y Matt continúan con sus vidas y persiguen la carrera de sus sueños, bajo la creencia de que pueden volver a ver a sus compañeros Digimon en el futuro..

## Reparto de voz
La mayoría de los actores japoneses de la serie cinematográfica Digimon Adventure tri. retoman sus roles respectivos, ya que el reparto original no fue renovado en 2015 debido a la negativa de Toshiko Fujita (Tai) por motivos de salud. En consonancia con esta serie de películas anteriores, los papeles de los protagonistas de la segunda temporada (ahora adultos jóvenes) se redistribuyen a nuevos actores, mientras que sus Digimones conservan sus voces originales.
A nivel internacional, como en el caso de Adventure tri., el doblaje lo realizan generalmente los mismos intérpretes que en la serie original para los protagonistas y los Digimones. Los doblajes castellano y latinoamericano han optado por mantener la continuidad vocal y están presentes la casi totalidad de sus elencos originales.
| Personaje       | Actor de voz      | Actores de voz      | Actores de voz     |
| --------------- | ----------------- | ------------------- | ------------------ |
| Tai Yagami      | Natsuki Hanae     | Blanca Rada         | Gerry Meza         |
| Matt Ishida     | Yoshimasa Hosoya  | Mariano García      | Uraz Huerta        |
| Sora Takenouchi | Suzuko Mimori     | Marta Sáinz         | Circe Luna         |
| Izzy Izumi      | Mutsumi Tamura    | Raquel Martín       | Monica Estrada     |
| Mimi Tachikawa  | Hitomi Yoshida    | Pepa Agudo          | Isabel Martiñon    |
| Joe Kido        | Junya Ikeda       | Javier Balas        | Victor Ugarte      |
| T.K. Takaishi   | Junya Enoki       | Diana Torres        | Diego Becerril     |
| Kari Yagami     | M.A.O             | Rocío Azofra        | Cristina Hernandez |
| Agumon          | Chika Sakamoto    | Rafael Calvo        | Oliver Díaz        |
| Gabumon         | Mayumi Yamaguchi  | Eugenio Barona      | Circe Luna         |
| Biyomon         | Atori Shigematsu  | Diana Torres        | Lupita Leal        |
| Tentomon        | Takahiro Sakurai  | Javier Balas        | Víctor Ugarte      |
| Palmon          | Shihomi Mizowaki  | Raquel Martín       | Monica Estrada     |
| Gomamon         | Junko Takeuchi    | Rais David Báscones | Sammir Hernández   |
| Patamon         | Miwa Matsumoto    | Pepa Agudo          | Isabel Martiñón    |
| Gatomon         | Yuka Tokumitsu    | Marta Sáinz         | Cristina Hernandez |
| Davis Motomiya  | Fukujūrō Katayama | Marta Sáinz         | Óscar López        |
| Yolei Inoue     | Ayaka Asai        | Carolina Tak        | Marce Carvajalino  |
| Cody Hida       | Yoshitaka Yamaya  | Belén Rodríguez     | Claudia Motta      |
| Ken Ichijouji   | Arthur Lounsbery  | Carlos Bautista     | Benjamin Rivera    |
| Veemon          | Junko Noda        | Jorge Saudinós      | Igor Cruz          |
| Hawkmon         | Kōichi Tōchika    | José Ramón Azpiri   | Marco Guerrero     |
| Armadillomon    | Megumi Urawa      | Blanca Rada         | Héctor Moreno      |
| Wormmon         | Naozumi Takahashi | Santi Goás          | Gabriela Willert   |

## Desarrollo
El 29 de julio del año 2018 se anunció un nuevo proyecto cinematográfico como parte del vigésimo aniversario de la serie. La película, titulada Digimon Adventure: La Última Evolución Kizuna, está dirigida por Tomohisa Taguchi y escrita por Akatsuki Yamatoya, con animación de Yumeta Company. Luego se bromeó en la cuenta de la película de YouTube de Toei que Toei Animation estaba produciendo la película, y que el resto del personal y el elenco regresarán para repetir sus papeles. Se estrenó el 21 de febrero del 2020.
El desarrollo de La Última Evolución Kizuna comenzó en el 2017, mientras que Digimon Adventure tri. aun estaba en medio de su emisión. Se hizo cuando el personal se dio cuenta de que la serie Digimon Adventure era la parte más popular de la franquicia Digimon en su conjunto después de la recepción positiva de Adventure tri., por lo que decidieron hacer otra película de aventuras para su 20 aniversario. Toei apuntó al elenco principal para que se volviera mucho más agradable en cuanto a personajes. Si bien los adolescentes eran conocidos como héroes en las series de televisión, aún tenían que madurar en la narrativa para atraer más a la audiencia.
Antes del estreno de la película en los EE. UU., Comic Book Resources realizó una entrevista con el productor ejecutivo Yosuke Kinoshita sobre la franquicia en sí y lo que quería que los fanáticos se llevaran de la película. Durante la entrevista, Yosuke declaró: "A medida que avanzamos en la vida, creo que no es solo el éxito y la alegría lo que te hace crecer como persona, sino también la superación del fracaso. Las realidades duras y tristes son las que nos mantienen vivos. Estoy seguro de que habrá muchos obstáculos en el futuro, ¡pero vivamos nuestras vidas con fuerza! Este es el mensaje que estamos tratando de transmitir".

### Lanzamiento
La película se estrenó en los cines japoneses el 21 de febrero de 2020. Ambientada en la misma continuidad de las dos primeras series de anime televisivo de Digimon, la película sirve como final de la historia original de Digimon Adventure.
La película también estaba programada para estrenarse en su formato japonés original con subtítulos en inglés a través de Fathom Events en los Estados Unidos el 25 de marzo de 2020, pero se canceló debido al cierre de salas de cine debido a la pandemia de COVID-19. La película estaba programada para estrenarse directamente en video en los Estados Unidos el 7 de julio de 2020, pero la producción se retrasó indefinidamente el 9 de mayo de 2020. El 20 de julio de 2020, se anunció que se lanzará digitalmente el 29 de septiembre de 2020 y en DVD/Blu-ray el 6 de octubre de 2020. 
El lanzamiento japonés del DVD y Blu-ray se realizó el 2 de septiembre de 2020 junto con un drama de audio que lo acompañará en CD.

## Recepción
La recepción crítica de la película fue muy positiva. Kambole Campbell de IGN le dio a la película un 9/10, afirmando: "Una entrega final impresionantemente audaz y madura, Digimon Adventure: La Última Evolución Kizuna se da cuenta de todo el potencial de su elenco y el poder de un final definitivo, impulsado por una sensibilidad visual inventiva, escenarios emocionantes y desafíos emocionales desgarradores". Common Sense Media le dio a la película un 4/5, afirmando: "Esta es una historia agridulce sobre la mayoría de edad que logra trascender las esperadas batallas de anime y acción. Para aquellos que ingresan a la película sin conocer todos los entresijos de este universo de anime en particular, los temas embriagadores de la película sobre la vida y la muerte, crecer y seguir adelante, y abrirse camino en el mundo son conmovedores, universales, y relacionables." 
Polygon le dio a la película una crítica positiva y dijo: "Es una carta de amor no solo para toda la franquicia, sino para aquellos que han crecido viendo a estos personajes a lo largo de los años. Esta es la conclusión que los fanáticos han estado esperando". Comic Book Resources también le dio a la película una crítica positiva, afirmando: "La última evolución no es una obra maestra cinematográfica, pero lo que es, es una clase magistral sobre cómo envejecer una propiedad comercial de larga duración con gracia y traerla a una conclusión con dignidad. El viaje original de los Elegidos, como lo conocimos una vez, ha terminado, pero esta no es una historia sobre guardar cosas infantiles".
Los críticos elogiaron la película por sus temas de la edad adulta y "dejar que las cosas se vayan".  Ser un Elegido y aun así tener un trabajo, aparentemente salvar el mundo no paga bien. No se trata de que elijan en qué enfocarse, se trata de que aprendan a hacer malabarismos con ambas responsabilidades sin romperse". Con respecto a los temas, IGN también sintió que la película los manejó muy bien, "En última instancia, es agridulce, pero la aceptación del cambio de la película se aborda con un optimismo inspirador, postulando que seguir adelante no debe tratarse como una pérdida, sino como una nueva dirección, cerrando definitivamente este capítulo de Digimon Adventure mientras esperaba con ansias a las cosas nuevas que podrían surgir de él". Con respecto a los temas, Polygon también afirmó que "para aquellos que están de acuerdo con la forma en que la película maneja la transición de la infancia, La Última Evolución será como decir adiós a un amigo de la infancia con el que no hablas a menudo, pero aún mantienes cerca de tu corazón." 
La película tuvo comparaciones con los trabajos anteriores de Mamoru Hosoda en Digimon, así como con Toy Story 3. Polygon declaró: "Al igual que Toy Story 3, Kizuna llega a una conclusión agridulce que dice adiós a la infancia y sugiere que eventualmente, todos aprenderemos a encontrar un equilibrio entre nuestras responsabilidades y nuestros deseos. Digimon Adventure: La Última Evolución Kizuna logra ser la mejor incorporación a la franquicia Digimon desde que Mamoru Hosoda estuvo al mando. Sus referencias a entregas anteriores de la franquicia, sus sorprendentes cameos y su emotiva historia ayudan a poner fin a 20 años de aventuras, al tiempo que brindan un buen punto de regreso para los fanáticos que puede haberse saltado la decepcionante serie de películas Tri". IGN declaró: "Las características de Mamoru Hosoda (quien dirigió la primera película de Digimon junto con una serie de cortometrajes) todavía están en juego, con distinciones visuales simples pero creativas entre el mundo digital y el mundo real, líneas rojas limpias que se utilizan para dibujar personajes mientras se mueven por el primero, a veces aplanando su coloración a medida que cambia el espacio que los rodea. La conclusión recuerda a películas como Toy Story 3 y Cómo entrenar a tu dragón 3, como una película que confía en que su público podrá déjarlo ir, aunque aquí con una finalidad más definitiva y tal vez incluso más desgarradora".

## Digimon Adventure 20th Aniversario
Digimon Adventure 20th Aniversario (en japonés: デジモンアドベンチャー20th メモリアルストーリー, Hepburn: Dejimon Adobenchā 20th Memoriaru Sutōrī) es una serie de cortos de anime japonés relacionados con Digimon Adventure: La última evolución, siendo la primera una precuela de Kizuna, sobre Sora un día antes de la película. El resto presenta historias paralelas sobre los Elegidos y sus compañeros Digimon en su vida cotidiana que no pudieron aparecer en la película.